# Unterer Hauenstein
Der Untere Hauenstein ist ein Schweizer Jura-Pass, der Läufelfingen (Kanton Basel-Landschaft) mit Trimbach (Kanton Solothurn) auf einer 10 km langen und im Schnitt 6-prozentig ansteigenden Strasse verbindet. Die Passhöhe liegt auf 691 m ü. M.
Über den Pass führt die Hauptstrasse 2 von Luzern und Olten nach Basel. Etwa in der Mitte der Strecke durchquert die Strasse die Ortschaft Läufelfingen an der Nordrampe des Passes.

## Geschichte
Möglicherweise haben die Römer neben dem nahen Übergang über den Erlimoospass die topographisch schwierigere, aber direktere Weglinie über den Hauensteinpass ausgebaut. In der steilen Passage von Trimbach her durchquert der alte Passweg etwa einen halben Kilometer vor der Ortschaft Hauenstein eine Felsstufe bei der Chäppeliflue. Im künstlich eingetieften Hohlweg sind 1993 bei Bodenarbeiten Karrengeleise aufgedeckt worden, die aus der römischen Zeit stammen könnten. In der Nähe kamen römische Münzen zum Vorschein, bei denen es sich um antike Passopfer handeln könnte. Der Pass verbindet die römische Kleinstadt (vicus) Olodunum (Olten) mit der ehemaligen Römerstadt Augusta Raurica.
Auch im Mittelalter und bis in die Neuzeit hinein war der Hauenstein als Nord-Süd-Verbindung über den Jura ein wichtiger Handelsweg, der den Landesherren und den angrenzenden Kantonen zu erheblichen Einnahmen verhalf. Eine Urkunde von 1206 bezeugt, dass damals mit einem Ablassseil (Hengseil) Karren von der Chäppeliflue zum Lindenrain geführt wurden. Nach der Erschliessung der Schöllenenschlucht im 13. Jahrhundert gehörte der Untere Hauenstein als wichtige Etappe zur internationalen Handelsstrasse Norditalien – Gotthardpass – Luzern – Basel – Süddeutschland/Elsass – Frankfurt am Main. Im frühen 19. Jahrhundert passierten manchmal 10.000 Fuhrwerke jährlich den Saumweg.
Von 1827 bis 1829 baute der Kanton Solothurn eine neue, weniger steile Passstrasse von Trimbach zur Passhöhe.
Die beiden Eisenbahntunnel (Scheiteltunnel von 1857 und Basistunnel von 1912 bis 1915) der Hauensteinstrecke verlaufen unter dem Unteren Hauenstein. Diese brachten vorerst einen Rückgang des Waren- und Reiseverkehrs, der mit dem Aufkommen des Autoverkehrs wieder zunahm. Auf der Passhöhe entstand für die Reisenden schon früh ein Motel. Nach der Eröffnung der A2 mit dem Belchentunnel 1970 ging die Verkehrsfrequenz über den Pass zurück.
Die Sperrstelle Unter Hauenstein gehörte zu den drei Hauptachsen (Unterer Hauenstein, Oberer Hauenstein, Birstal), die von der Grenzbrigade 4 der Schweizer Armee während des Zweiten Weltkriegs hätten verteidigt werden müssen. 

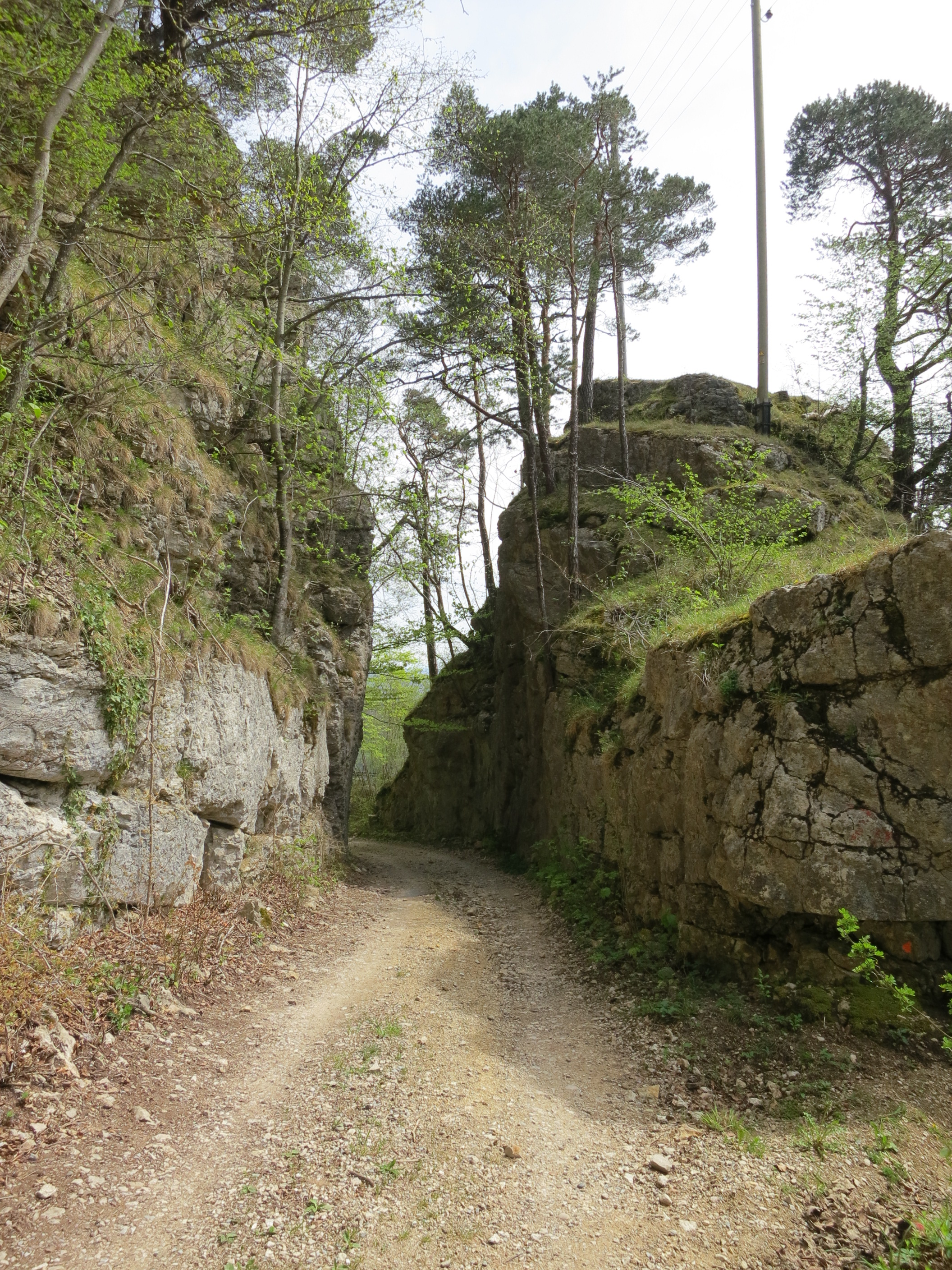
Historischer Passweg beim Felsdurchschlag Chäppeliflue